# Червеняк білобровий
Червеня́к білобровий (Chamaetylas poliocephala) — вид горобцеподібних птахів родини мухоловкових (Muscicapidae). Мешкає в Африці на південь від Сахари. Виділяють низку підвидів.

## Підвиди
Виділяють дев'ять підвидів:
- C. p. poliocephala (Bonaparte, 1850) — від Сьєрра-Леоне до Гани;
- C. p. compsonota (Cassin, 1859) — від південної Нігерії до південного заходу ЦАР і північного заходу Анголи, на острові Біоко;
- C. p. hallae (Traylor, 1961) — західна Ангола;
- C. p. giloensis (Cunningham-Van Someren & Schifter, 1981) — Південний Судан;
- C. p. carruthersi (Ogilvie-Grant, 1906) — південний схід ЦАР, північний схід ДР Конго, Уганда, західна Кенія;
- C. p. akeleyae (Dearborn, 1909) — центральна Кенія;
- C. p. vandeweghei (Prigogine, 1984) — Руанда і Бурунді;
- C. p. kungwensis (Moreau, 1941) — західна Танзанія;
- C. p. ufipae (Moreau, 1942) — південний схід ДР Конго і південний захід Танзанії.

## Поширення і екологія
Білоброві червеняки живуть в рівнинних, гірських і заболочених тропічних лісах.